# Aviation Traders Ltd
Aviation Traders Ltd ist ein im Jahre 1947 gegründetes britisches Luftfahrt-Unternehmen, das ursprünglich beabsichtigte, einen Nachfolger für die berühmte US-amerikanische Douglas DC-3 zu entwickeln und auf den Markt zu bringen. Im Laufe der Zeit wurden zunächst diverse Flugzeugtypen im Auftrag umgebaut und 1957 die ATL-90 Accountant als erstes eigenes Muster herausgebracht. Den größten Erfolg hatte das Unternehmen jedoch mit dem Umbau von Douglas DC-4 zu speziellen Frachtflugzeugen mit überhöhtem Cockpit mit der Bezeichnung ATL-98 Carvair, die sowohl PKW als auch Passagiere befördern konnten. Heute ist Aviation Traders als technische Entwicklungs- und Beratungsfirma tätig und produziert nebenher diverse Komponenten bzw. Ausrüstungen für die Luftfahrt. Der Luftfahrtbetrieb war zeitweise auch als Aviation Traders Engineering Ltd bekannt.

## Geschichte

### Gründung
Das Unternehmen Aviation Traders Limited wurde im Jahre 1947 vom britischen Geschäftsmann und Privatpiloten Sir Freddie Laker (1922–2006) auf dem Flugplatz von Rochford bei Southend-on-Sea in der Grafschaft Essex in England gegründet. Das Unternehmen ging dabei aus der Firma Britavia hervor, die ihm ebenfalls gehörte. Freddie Laker war einer der vielen Konstrukteure und Hersteller, die sich damals daran versuchten, einen moderneren Nachfolger für die berühmte und noch lange nach dem Zweiten Weltkrieg allseits populäre US-amerikanische Douglas DC-3 zu entwickeln und erfolgreich zu vermarkten. Die ersten Entwürfe Lakers hierzu gehen auf das Jahr 1945 zurück.

### Erste Umrüstungen

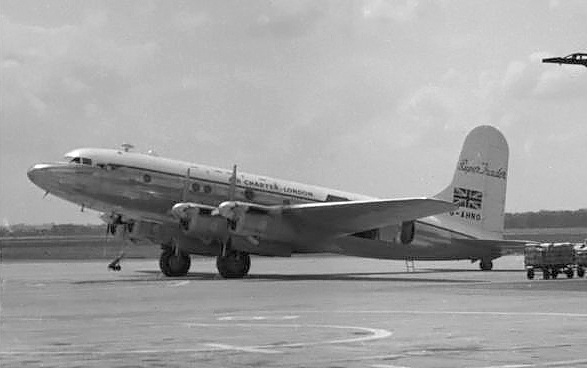
Avro Super Trader (1955)

Zunächst begann Aviation Traders mit dem Umbau existierender Flugzeugmuster nach Wunsch des Kunden. Das Unternehmen rüstete überzählige militärische Schulflugzeuge wie die Percival Prentice und einige weitere Typen für den zivilen Betrieb um.
In etwa zeitgleich wurden im Kundenauftrag einige viermotorige Avro Tudor zu Frachtflugzeugen mit der Bezeichnung Avro Super Trader umgebaut, nachdem sich die ursprünglichen Maschinen sich als Verkehrsflugzeug nicht bewährt hatten.

### Erstes eigenes Flugzeug

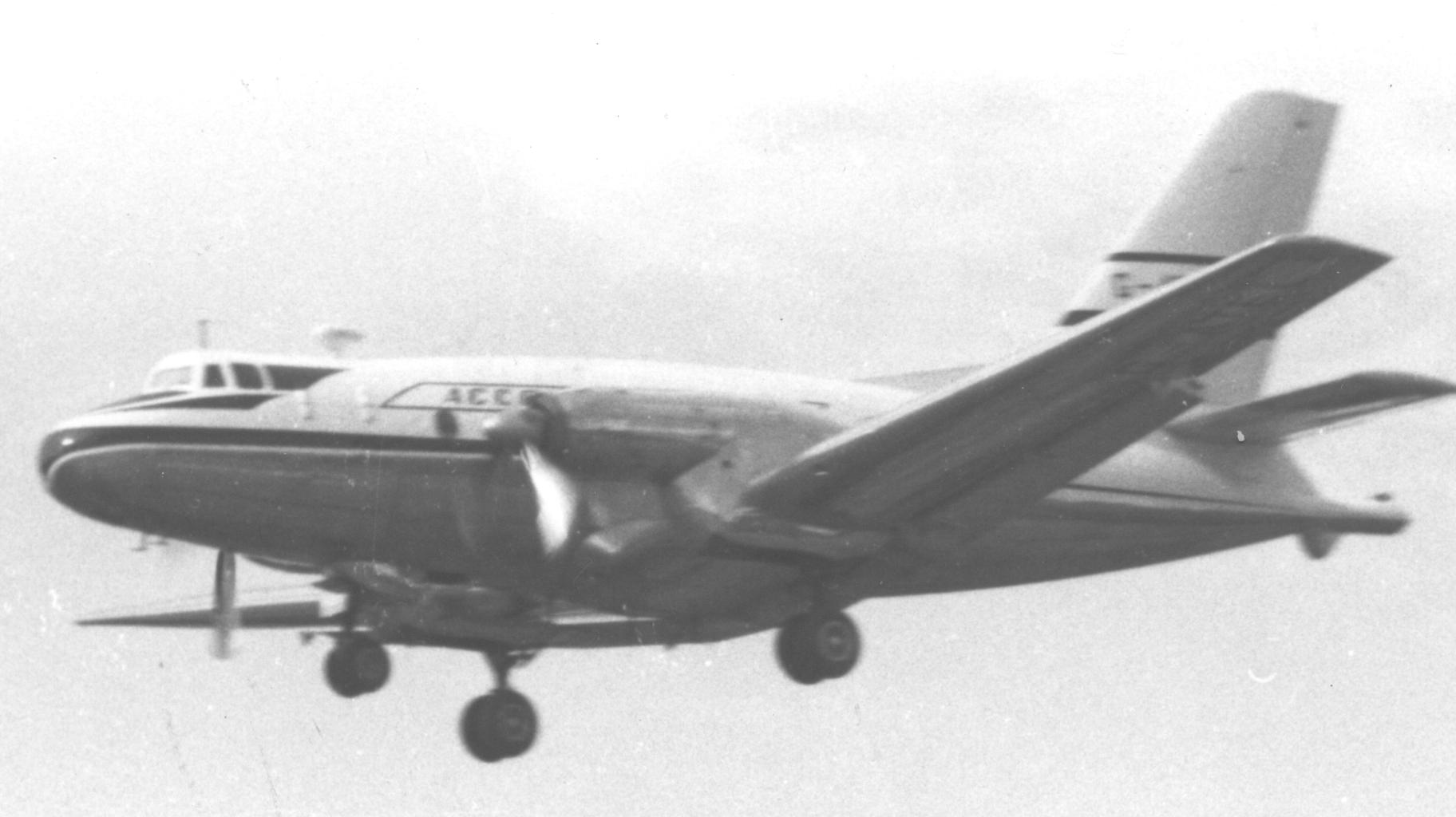
ATL-90 Accountant (1957)

Das Ergebnis der Arbeiten an einem eigenen Flugzeug war die Aviation Traders ATL-90 Accountant, das nach dem Willen Lakers als Nachfolger der Douglas DC-3 vorgesehen war und in alle Welt verkauft werden sollte. Der Erstflug der Maschine fand am 9. Juli 1957 statt. Die Accountant war als modernes zweimotoriges Flugzeug für 28 Passagiere ausgelegt und wurde wie die erfolgreicheren Avro 748, Fokker F-27 Friendship, NAMC YS-11 und Handley Page Dart Herald von Rolls-Royce Dart-Propellerturbinen angetrieben. Unglücklicherweise erwies sich war der Markt für derartige Flugzeuge als bereits gesättigt und die Accountant fand trotz unbestreitbarer Qualitäten und einigem Interesse letzten Endes keine Käufer. Die Accountant war der erste und letzte eigene Flugzeugtyp von Aviation Traders. Nur ein Prototypen wurde fertiggestellt und geflogen, die zwei weiteren ursprünglich zum Bau vorgesehenen Prototypen wurden wegen der Einstellung des Programms nicht mehr gebaut.

### Carvair – das erfolgreichste Modell

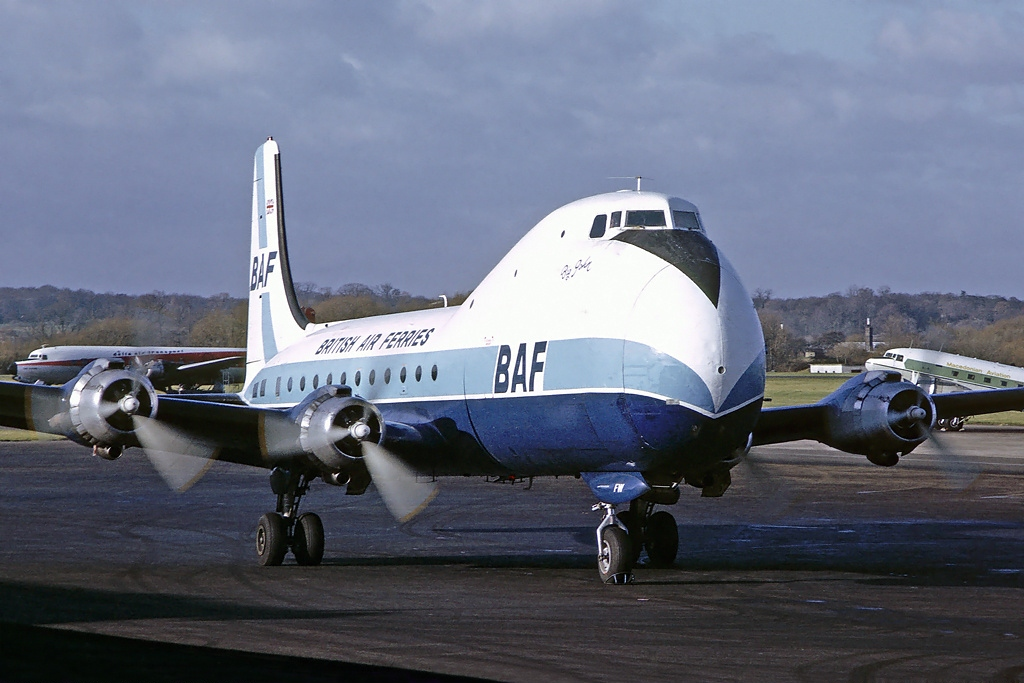
ATL-98 Carvair (Southend, 1974)

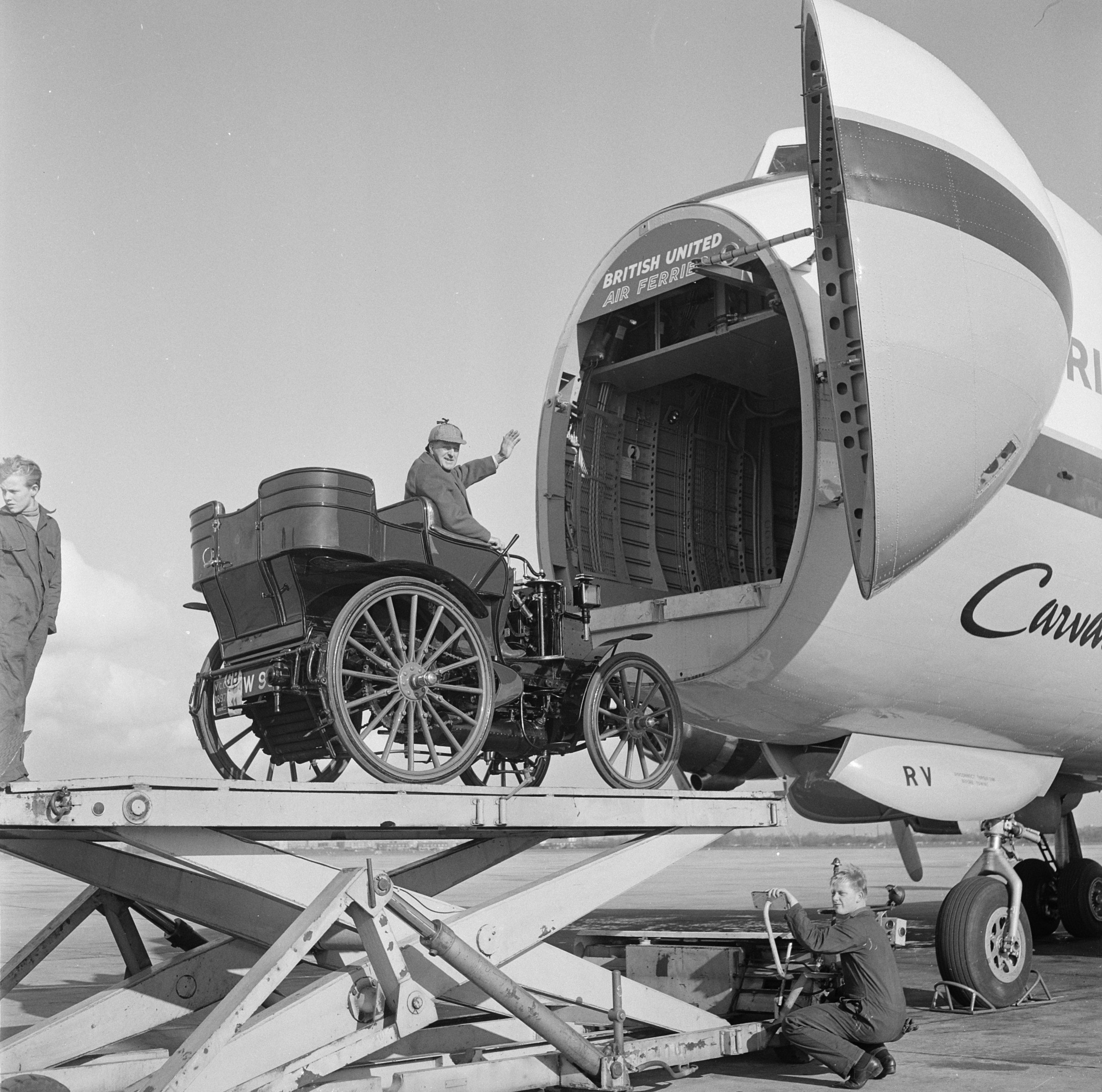
Verladung mit Hebebühne (Rotterdam, 1966)

Dafür lief das Geschäft mit den Umrüstungen nach Kundenwunsch weiterhin umso mehr erfolgreich. Als gegen Ende der 1950er Jahre der Luftfrachtverkehr für sperrige Güter sowie PKW über den Ärmelkanal stark anwuchs und die dazu im Einsatz befindlichen Bristol 170 Freighter schnell zu klein wurden, stellte sich die Frage nach einem größeren Ersatz. Aviation Traders erkannte das geschäftliche Potential und stellte den entsprechenden Fluggesellschaften ein Umbau auf Basis der Douglas DC-4 bzw. C-54 vor, der die originale Zelle ab dem Tragwerk mit Ausnahme des Seitenleitwerks sowie des Fahrwerks beibehielt, jedoch im vorderen Bereich komplett neu gestaltet war. Der vordere Rumpf wurde um 2,64 m verlängert und das Cockpit höher gelegt, um ein großes hydraulisches Ladetor zu ermöglichen, wodurch die neue Maschine im vorderen Bereich einen charakteristischen Buckel erhielt, der an den der späteren Boeing 747 erinnert.
Mit diesem Aviation Traders ATL-98 Carvair (Carvair = Car–via–Air = Transport von Autos auf dem Luftweg) genannten Maschine, die am 21. Juni 1961 zum Jungfernflug startete, konnten nun 5 PKW und 25 Passagiere im hinteren Teil befördert werden. Andere Kombinationen waren auf Wunsch ebenfalls möglich. Insgesamt wurden 21 DC-4 zur Carvair umgebaut und nach ihrem Einsatz über den Ärmelkanal bis 1972 an Betreiber auf der ganzen Welt verkauft und noch viele Jahre als Transportflugzeug für sperrige Lasten geflogen. Heute ist nur noch eine einzige Carvair in den USA als Frachtflugzeug im Einsatz, wobei noch etwa 5 oder 6 Maschinen existieren, von denen jedoch nur noch drei flugfähig sind. Die Carvair gilt als ideeller Vorläufer der Boeing 747 und wird auch Mini Jumbo oder Propeller Jumbo genannt.

### Heutige Aktivität
Nach dem Ende der Tätigkeit als Flugzeughersteller betätigte sich Aviation Traders bis heute als technische Entwicklungs- und Beratungsfirma für andere Luftfahrtunternehmen. Das Unternehmen besitzt auch Anlagen zur Prüfung von strukturellen und mechanischen Komponenten sowie elektrischen Anlagen. Daneben werden aber auch Komponenten für den Flugzeugbau hergestellt, wie Abwassertanks, Eisbildungswarner, Enteisungsanlagen, Sicherheitsausstattungen, Sitze usw.

## Flugzeugtypen

### Umbauten im Auftrag
- Percival Prentice (Umrüstung für zivilen Betrieb)
- Avro Tudor         (Umrüstung zum Frachtflugzeug Avro Super Trader)

### Eigene Flugzeugtypen
- ATL-90 Accountant

### Umbauten in Eigenregie
- ATL-98 Carvair    (speziell zum Frachtflugzeug umgebaute Douglas DC-4)